# Carl McHugh
Carl Gerard McHugh (Lettermacaward, 5 febbraio 1993) è un calciatore irlandese, centrocampista svincolato.

## Carriera

### Club
Ha giocato nella prima divisione irlandese, in quella scozzese ed in quella indiana.

### Nazionale
Ha giocato nelle nazionali giovanili irlandesi Under-17, Under-19 ed Under-21.

## Statistiche

### Presenze e reti nei club
| Stagione               | Squadra                | Campionato             | Campionato | Campionato | Coppe nazionali | Coppe nazionali | Coppe nazionali | Coppe continentali | Coppe continentali | Coppe continentali | Altre coppe | Altre coppe | Altre coppe | Totale | Totale |
| Stagione               | Squadra                | Comp                   | Pres       | Reti       | Comp            | Pres            | Reti            | Comp               | Pres               | Reti               | Comp        | Pres        | Reti        | Pres   | Reti   |
| ---------------------- | ---------------------- | ---------------------- | ---------- | ---------- | --------------- | --------------- | --------------- | ------------------ | ------------------ | ------------------ | ----------- | ----------- | ----------- | ------ | ------ |
| 2014-2015              | Plymouth               | FL2                    | 44+2       | 2          | FACup+CdL       | 1+1             | 0+1             | -                  | -                  | -                  | ET          | 2           | 0           | 50     | 3      |
| 2015-2016              | Plymouth               | FL2                    | 37+3       | 3+0        | FACup+CdL       | 1+1             | 0+0             | -                  | -                  | -                  | ET          | 2           | 1           | 44     | 4      |
| Totale Plymouth        | Totale Plymouth        | Totale Plymouth        | 86         | 5          |                 | 4               | 1               |                    | -                  | -                  |             | 4           | 1           | 94     | 7      |
| 2016-2017              | Motherwell             | SP                     | 19         | 2          | SC              | 1               | 0               | -                  | -                  | -                  | CS          | 2           | 0           | 19     | 2      |
| 2017-2018              | Motherwell             | SP                     | 35         | 0          | SC              | 4               | 1               | -                  | -                  | -                  | CS          | 8           | 0           | 47     | 1      |
| 2018-2019              | Motherwell             | SP                     | 28         | 1          | SC              | 1               | 0               | -                  | -                  | -                  | CS          | 6           | 0           | 35     | 1      |
| Totale Motherwell      | Totale Motherwell      | Totale Motherwell      | 82         | 3          |                 | 6               | 1               |                    | -                  | -                  |             | 16          | 0           | 104    | 4      |
| 2019-2020              | ATK                    | ISL                    | 6          | 1          | SC              | -               | -               | -                  | -                  | -                  | -           | -           | -           | 6      | 1      |
| 2020-2021              | ATK Mohun Bagan        | ISL                    | 18+3       | 0          | -               | -               | -               | AFC Cup            | 4                  | 0                  | -           | -           | -           | 25     | 0      |
| 2021-2022              | ATK Mohun Bagan        | ISL                    | 16+2       | 0          | -               | -               | -               | AFC Cup            | 3                  | 1                  | -           | -           | -           | 21     | 1      |
| 2022-2023              | ATK Mohun Bagan        | ISL                    | 17+4       | 3          | SC              | 3               | 0               | QAFC Cup           | 1                  | 0                  | DC          | 3           | 0           | 28     | 3      |
| Totale ATK Mohun Bagan | Totale ATK Mohun Bagan | Totale ATK Mohun Bagan | 60         | 3          |                 | 3               | 0               |                    | 8                  | 1                  |             | 3           | 0           | 74     | 4      |
| 2023-2024              | Goa                    | ISL                    | 21+3       | 1          | SC              | 3               | 0               | -                  | -                  | -                  | DC          | 2           | 1           | 29     | 2      |
| 2024-2025              | Goa                    | ISL                    | 20+2       | 1          | SC              | 4               | 0               | -                  | -                  | -                  | DC+BT       | -+4         | -+0         | 30     | 1      |
| Totale Goa             | Totale Goa             | Totale Goa             | 46         | 2          |                 | 7               | 0               |                    | -                  | -                  |             | 6           | 1           | 59     | 3      |
| Totale Carriera        | Totale Carriera        | Totale Carriera        | 280        | 14         |                 | 20              | 2               |                    | 8                  | 1                  |             | 29          | 2           | 337    | 19     |

## Palmarès

### Club

#### Competizioni nazionali
- Indian Super League: 1

ATK Mohun Bagan: 2022-2023
- Bandodkar Trophy: 1

Goa: 2024
- Super Cup: 1

Goa: 2025